# زاهي أرملي
زاهي أرملي لاعب مكابي حيفا سابقاً ومنتخب إسرائيل وكان من بين أفضل اللاعبين في جيله آنذاك. وقد استطاع زاهي أرملي التتوج ببطولات عديدة مع مكابي حيفا من الدرجة العليا. وهو ابن مدينة شفا عمرو.

## وصلات خارجية
- زاهي أرملي على موقع قاعدة بيانات كرة القدم.إي يو (الإنجليزية)
- زاهي أرملي على موقع ناشيونال فوتبول تيمز (الإنجليزية)